# Calamonastes undosus
Calamonastes undosus е вид птица от семейство Cisticolidae.

## Разпространение
Видът е разпространен в Южна Африка.